# Hermann Wehrmann
Hermann Wehrmann (* 18. Juli 1897 in Hamburg; † 5. Oktober 1977 in Glückstadt) war ein deutscher Maler, Grafiker und Restaurator.

## Leben
Wehrmann wurde als zweites Kind des Schuhmachermeisters Anton Julius Wehrmann und seiner Frau Margarethe geb. Bremer in Hamburg geboren. Mit dem Berufsziel Lithograph besuchte er 1912/13 die Staatliche Kunstgewerbeschule in Hamburg. Zwei Jahre nach dem Tod des Vaters zog die Familie 1914 nach Glückstadt an der Unterelbe. Von 1916 bis 1918 in der Garnison Rendsburg stationiert, lernte Wehrmann den Husumer Maler Albert Johannsen (1890–1975) kennen. Die Freundschaft mit Johannsen bestimmte seinen weiteren künstlerischen Weg. Nach dem Krieg besuchte Wehrmann auf Anraten Johannsens im Wintersemester 1919/20 abermals die Kunstgewerbeschule in Hamburg. Er wählte die Klasse von Arthur Illies und setzte anschließend seine Studien an der Kunsthochschule Kassel fort.
In den wirtschaftlich schwierigen 1920er Jahren – Wehrmann war inzwischen mit Erna Behrens (1921) verheiratet und hatte zwei Kinder zu versorgen – heuerte er mehrmals als Seemann an. Finanzielle Erleichterung brachte die von dem Flensburger Museumsdirektor Ernst Sauermann (1890–1956) vermittelte Tätigkeit als Restaurator bei August Wilckens. Nachdem Wilckens nach sechs Jahren seine Tätigkeit aufgegeben hatte, führte Wehrmann die Kirchenrestaurierungen selbständig fort. Auftragsarbeiten in öffentlichen Gebäuden kamen hinzu. Den Kriegsdienst 1940/45 überstand er unbeschadet. In Le Havre fertigte er zahlreiche Skizzen und Studien. Nach dem Krieg sicherten zunächst die Restaurierungen von Kirchen – über 50 Kirchen in 16 Jahren – und öffentlichen Gebäuden seine Existenz. 1946 wurde er Mitglied im neugegründeten Künstlerbund Steinburg. Ausgedehnte Reisen nach Frankreich, Spanien, Kanada und Kalifornien erweiterten das Spektrum der Motive. Neben die Freilichtmalerei trat zunehmend die Atelierarbeit. 1951 trat er der Hamburgischen Künstlerschaft bei.
1971 brannte das Atelier ab, ein großer Teil seines Lebenswerks wurde vernichtet. Am 5. Oktober 1977 starb Wehrmann mit 80 Jahren in Glückstadt.

## Werk
Wehrmanns Werk umfasst Ölgemälde, Aquarelle, Zeichnungen und Druckgraphik. Nach dem Besuch der Kunstgewerbeschule entstanden zunächst Zeichnungen, Radierungen sowie einige Holz- und Linolschnitte. Bevorzugte Motive waren der Hamburger Hafen und die schleswig-holsteinische Landschaft. Bald wurde die Ölmalerei in Wehrmanns Schaffen bedeutender, was sicherlich mit auf Johannsens Einfluss sowie die Ausbildung bei Illies zurückzuführen ist. Illies aus dem Kreis des Hamburgischen Künstlerklubs war geprägt durch die post-impressionistische Freilichtmalerei mit vorwiegend norddeutschen Sujets. Wehrmanns Darstellung ist gegenständlich. Zunächst dominieren erdige, dunkle Farben. Später wird die Malerei farbenprächtiger, dabei sehr variationsreich. Viele Bilder sind Impastos. Motive liefern die norddeutsche Landschaft, häufig maritimen Charakters, sowie die dort lebenden und arbeitenden Menschen. Wehrmann führte auch viele Auftragsarbeiten aus, etwa Wandgemälde und Tafelbilder für Verwaltungsgebäude. Zahlreiche Werke besitzen die Stadt Glückstadt, der Kreis Steinburg, die Bundeswehr, Banken und Sparkassen. Sein umfangreiches Werk ist bisher nicht dokumentarisch erfasst worden.

## Öffentliche Sammlungen
- Städtisches Museum, Flensburg
- Detlefsen-Museum im Brockdorff-Palais, Glückstadt
- Prinzeßhof, Itzehoe
- Schifffahrtsmuseum Kiel
- Nordfriesland Museum. Nissenhaus Husum
- Dithmarscher Landesmuseum, Meldorf

## Ausstellungen
- 1927: Itzehoe, (Max Kahlke, Helene Gries-Danican, Carl Blohm, Hermann Wehrmann, Wenzel Hablik)
- 1936: Kunsthalle zu Kiel (Albert Johannsen, Willy Graba, Hermann Wehrmann)
- 1977: Itzehoe, Prinzeßhof (Carl Blohm, Helene Gries-Dancan, Wenzel Hablik, Max Kahlke, Hermann Wehrmann)
- 1997: Glückstadt, Palais für aktuelle Kunst, Einzelausstellung
- 2001: Glückstadt, Detlefsen-Museum im Brockdorff-Palais: Malerei der Elbmarschen (Karl Leipold, Hermann Wehrmann, Hans Wrage)
- 2009: Glückstadt, Kunstsammlung des Detlefsen-Museums, u. a. Werke von Hermann Wehrmann
- 2017: Itzehoe, Wenzel Hablik Museum, Ein Wiedersehen. Fünf Steinburger Künstler: Blohm, Gries-Danican, Hablik, Kahlke, Wehrmann"

Hinweise auf weitere Ausstellungen: Der Neue Rump, S. 485